# 鄂爾端
鄂爾端，（？—？），字午橋，滿洲正藍旗人，為清朝政治人物。
鄂爾端為嘉慶元年（1819年）己卯恩科第三甲進士。由通政使司副使遷詹事，官至泰寧鎮總兵。